# Успенский собор (Брянск)
Собор Успения Пресвятой Богородицы (Брянский Успенский собор Свенского монастыря, Успенский собор Мичуринского или Успенский собо́р) — православный храм в Супоневском районе Брянска. Входит в архитектурный ансамбль Свенского монастыря. Собор Успения является одним из главнейших храмов Брянска и области, а также первый собор был и первым каменным зданием в окрестностях Брянска. Сегодня является главной доминантой Свенского монастыря. С 2010 по 2019 годы храм в составе комплекса монастыря проходил реконструкцию.
Начиная с 2022 года близ собора ведётся реконструкция одной из колоколен монастыря.

## История

### Первое появление
Первый Успенский собор Свенского монастыря был и первым каменным зданием в окрестностях Брянска, построенный во времена Ивана Грозного. Это было пятикупольное здание, не уступающее по размерам сегодняшнему собору. Свенский монастырь был и крупной крепостью, и важным религиозным центром. Набожный царь не раз жертвовал большие деньги монастырю.
В 1565 году монастырь получает деньги после смерти дяди царя — Василия Глинского.
Собор и первые элементы монастыре строились по руководством тверского зодчего Гавриила Макова. Строительство началось, начале 60-х годов.
В 1564 году князь Иван Фёдорович Мстиславский — потомок Мглинско-Мстиславских князей, дарит собору денежное подношение и «трое дверей железных». Одна из створок этих ворот в музее Коломенское в Москве. Две другие створки обнаружены и переданы Брянский областной краеведческий музей. После реставрации они в экспозиции.
Здание собора было четырёхстолпным, трехаспидным на подклете. С трёх сторон его окружали галереи — паперти.
Благодаря царским дарам снова был отстроен собор и монастырь, пострадавший в Ливонскую войну.
Последним бедствиями стали набеги поляков и крымских татар в 1660 годах.
В конце XVII века в соборе создаётся новый иконостас, перенесённый позже в барочный собор.

#### Мичуринский Успенский собор
Здание старого собора обветшало, начали распадаться своды и стены.
В 1744 году путешествовавшая императрица Елизавета Петровна посетила Свенский монастырь. Успенский собор она увидела в полуразрушенном состоянии и приказала возвести новое здание.
3 апреля 1748 года можно отнести к началу возведения собора на стадии проекта. При строительстве учли ошибки предыдущего храма, он стоял на косогоре, что способствовало его разрушению. Новый собор был заложен на высоком, ровном и безопасном месте в центре монастыря.

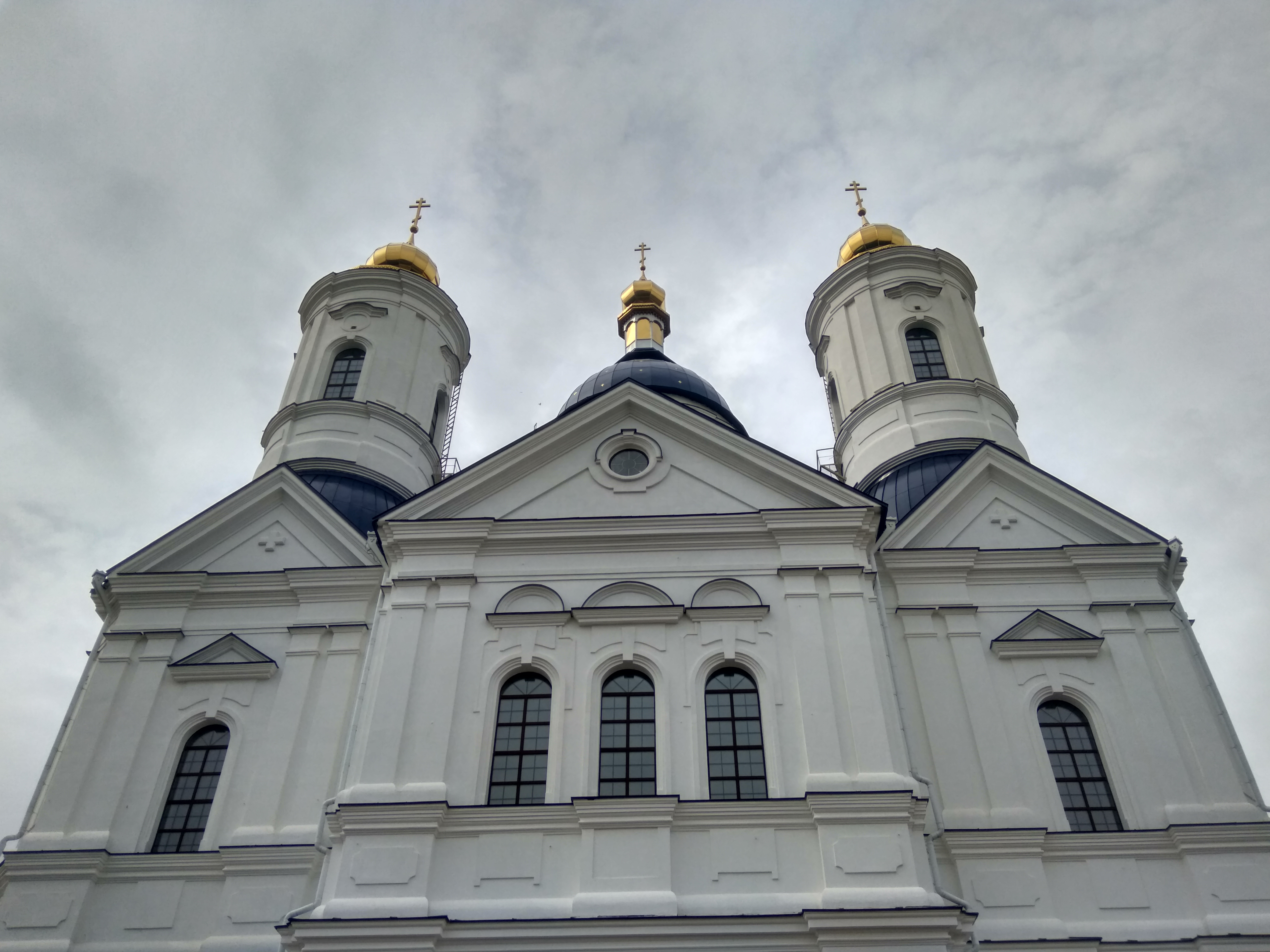
Фронтон Успенского собора

3 мая 1749 года свенские монахи направили в Киев прошение о разрешении строительства соборной церкви, сообщив о готовности материалов для работ. Для монастыря начали создавать продукцию кирпичные заводы.
Имя архитектора, по проекту которого возводился Успенский собор, долгое время было неизвестно. Однако из документы Центрального Государственного Исторического Архива Украины позволяло сделать вывод, что в 1744 году Иван Фёдорович Мичурин представил на рассмотрение проект и модель собора. Они оказались выдержаны в духе лучших традиций древнерусского зодчества.

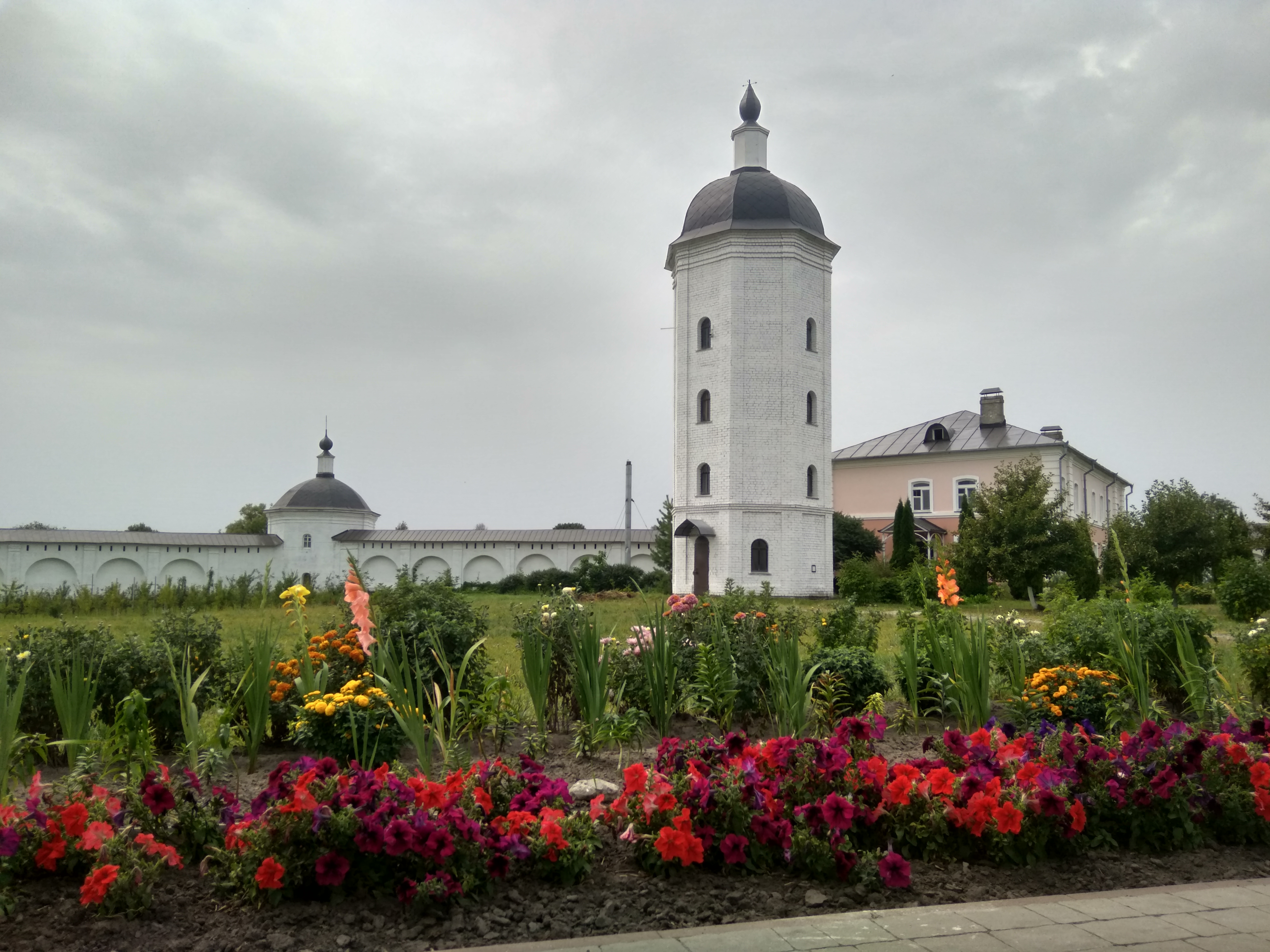
Водонапорная башня Свенского монастыря

Соборная площадь с Настоятельским домом перед Успенским собором
30 июля 1749 года собор был заложен. Руководил строительными работами петербургский архитектор Иоганн Битнер.
Во время строительства возникли непредвиденные сложности. Новый наместник монастыря Гервасий нашёл, что уже возведённые каменные столбы чрезмерно толсты и иконостас старой церкви не может быть к ним установлен. По его указанию столбы были обрублены, и само здание испорчено. Была проведена экспертиза проекта. И в начале 1752 года планы и модель собора отправляются в Петербург к оберархитектору Растрелли. Заключение было таким:
«переправки учинены весьма безрассудно… по опасности того строения»
Вскоре Гервасий ушёл в отставку, постройка вновь была перестроена, а дальнейшие работы велись строго по проекту И. Мичурина.
И. Битнер стремился наверстать упущенное. Его рвение было настолько велико, что свенские монахи в мае 1753 года послали на архитектора жалобу.
К июню 1756 года церковь была возведена до кровли с закреплёнными сводами. Но к этому времени И. Битнер умер. Руководство возведения собора было доверено крепостному архитектору Киево-Печерской лавры Кондрату Стефанову. Возведение было завершено к осени 1757 года. В конце следующего года освятили собор.

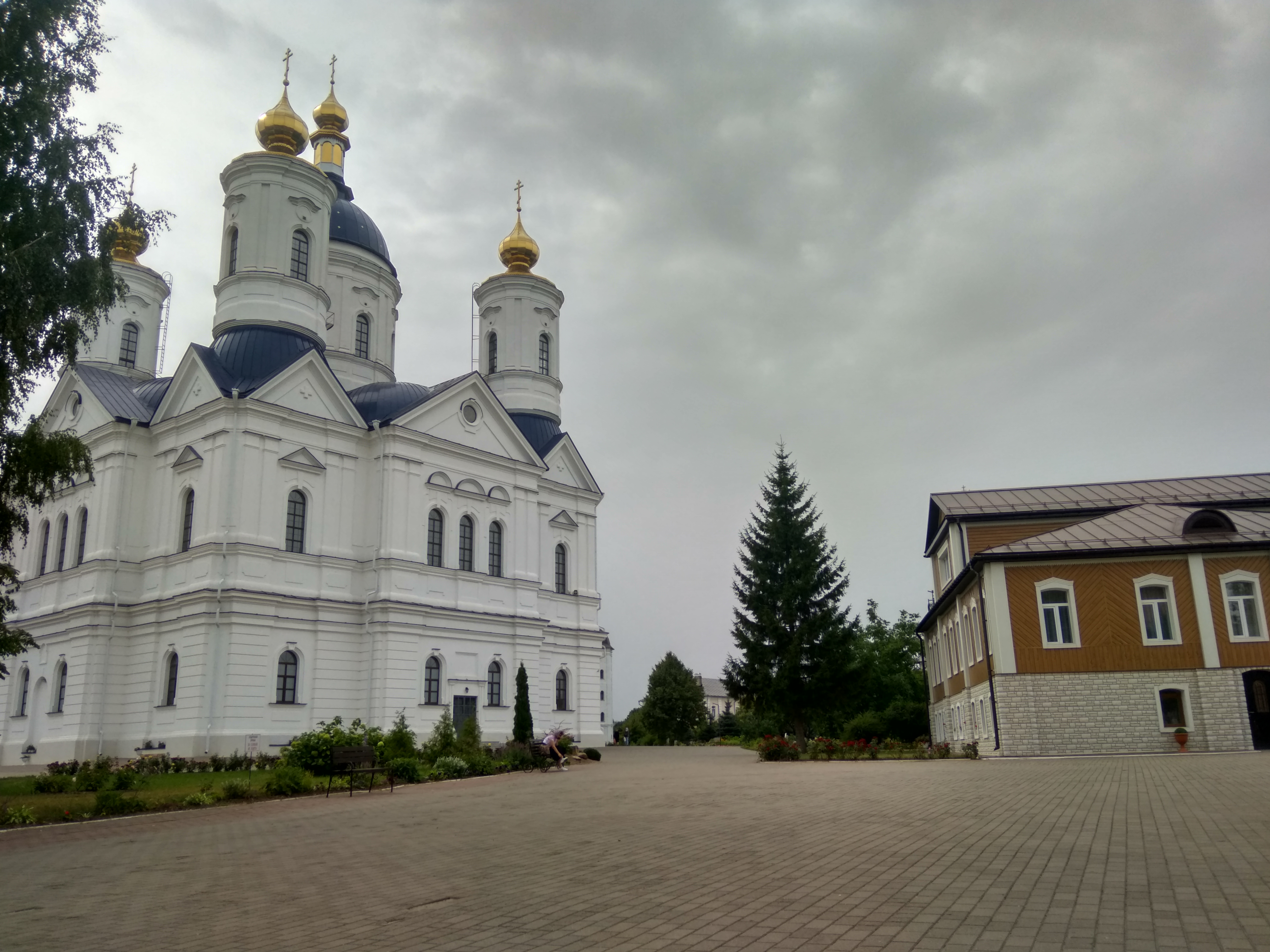
Соборная площадь у Успенского собора в Свенском монастыре

К XIX веку собор обветшал, а в 1928 году был взорван большевиками.
В сентябре 2019 года Успенский собор был восстановлен. Общий внешний вид старательно повторяет облик собора Елизаветинской поры.

## Архитектура
Мичуринский собор XVIII века был увенчан пятью огромными барабанами, несущими купола, центральный из которых был позолочен в 1800 году. Собор имел в длину пятьдесят два с половиной аршина (свыше 37 метров) в ширину — сорок два с половиной аршина (более 30 метров), а в высоту, до свода главного купола — пятьдесят девять аршин (около 42 метров). Собор так же украшали древние железные двери середины XVI века.
Внутри собора находился семиярусный иконостас XVII века с крупными резными фигурами вверху. Он был перенесён сюда из старого Успенского собора. Специалисты отмечали деревянную резьбу фриза над западными дверями. Многие живописные работы в соборе выполнены крепостным художником Кириллом Холодовым, присланным из Киева закованным в кандалы. На помощь так же были присланы многие живописцы Киево-Печерской лавры.
Монументальный, стройный Успенский собор, чьи купола видны с Старого Чёрного Моста, чья богатая внутренняя и наружная отделка делает главной жемчужиной Свенского монастыря, Супонева и Брянска.